# قائمة قصور كوريا الجنوبية

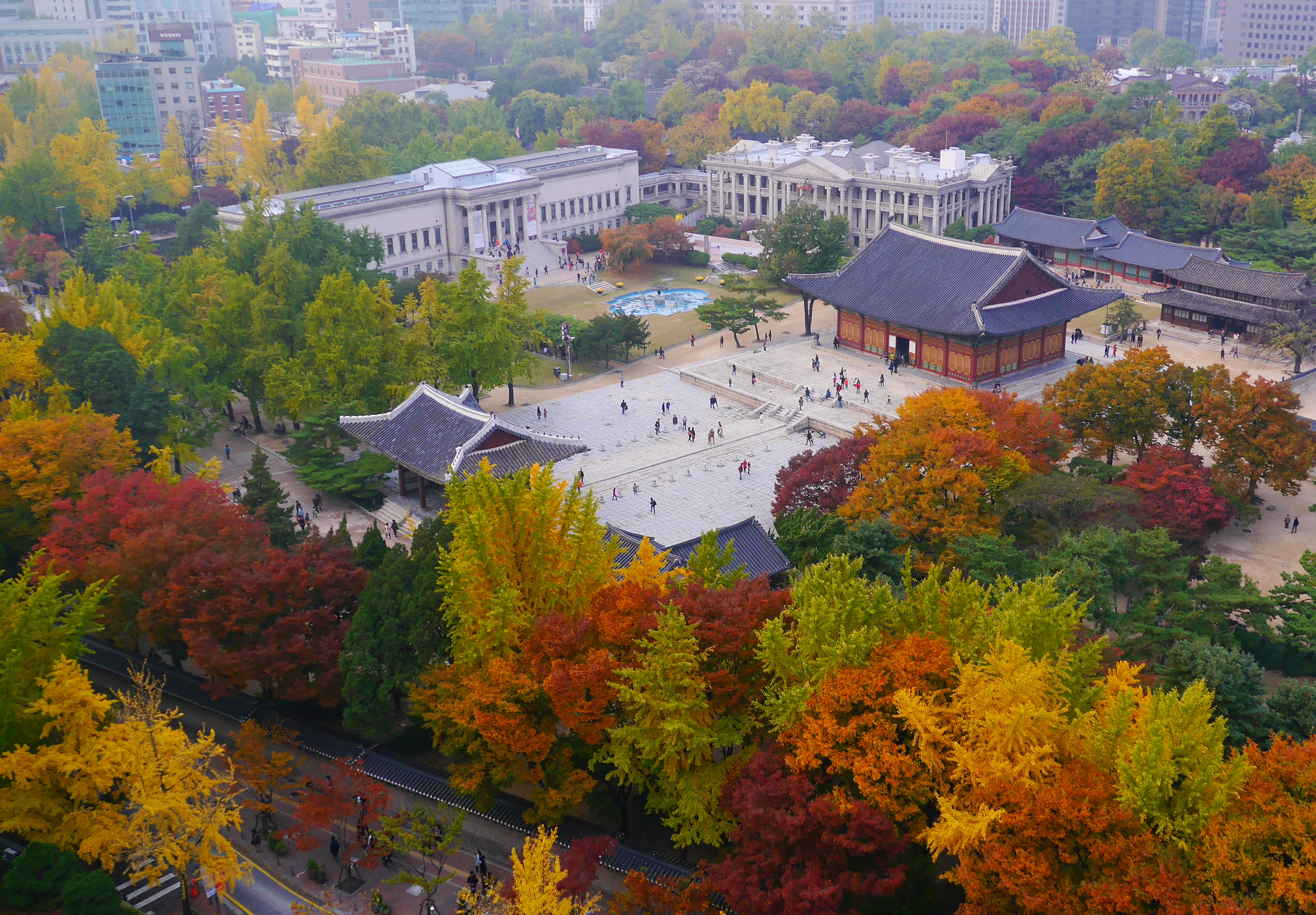
قصر دوكسو

قصر هو مقرإقامة كبير، وخاصة ما يتعلق بالمقرات الملكية والرئاسية، أو الأعيان رفيعي المستوى، كالأساقفة، كما يطلق قصر على المباني الفخمة والمزخرفة.

## قائمة قصور كوريا الجنوبية
تحتوي هذه القائمة على أسماء قصور في كوريا الجنوبية.
- آنابجي
- قصر تشانغدوك
- قصر تشانغيونغ
- قصر دوكسو
- قصر غيونغبوك